# Podolí, Přerov
Podolí là một làng thuộc huyện Přerov, vùng Olomoucký, Cộng hòa Séc.